# Перевернута піраміда

Візуалізація методу перевернутої піраміди

Перевернута піраміда (англ. Inverted pyramid) — метафора, яка використовується журналістами та письменниками для ілюстрації того, як в інформації слід виділити пріоритети та структуру (наприклад, в звітах новин). Є загальним методом написання новин (також адаптований до інших текстів, таких як блоги, редакторські колонки). Це найкращий шлях до розуміння основ репортажів новин. Метод широко розповсюджений в засобах мас-медіа та у студентів-журналістів та систематично використовується в англомовних медіа.

## Опис
Обернену або догори дригом піраміду можна уявити як простий трикутник з однією горизонтальною стороною вгорі, який вказую вниз. Найширша частина вгорі представляє найістотнішу, найцікавішу та найважливішу інформацію яку дописувач хоче повідомити. Такий матеріал повинен бути розташованим в головній частині статті, в подальшій частині «звужуються» частки матеріалів одночасно зі зменшенням їх важливості.
| Журналістика | Це незавершена стаття про журналістику. Ви можете допомогти проєкту, виправивши або дописавши її. |